# 장시환
장시환(張施晥, 1987년 11월 1일 ~ )은 KBO 리그 한화 이글스의 투수이다. 개명 전 이름은 '장효훈(張孝訓)'이다. 그의 형은 전 KBO 리그 롯데 자이언츠의 내야수인 장지훈이다.

## 현대 유니콘스시절
2007년에 입단하였다. 2007년 6월 26일 LG 트윈스와의 경기에 구원 등판하며 데뷔 첫 경기를 치렀고, 경기에서 1이닝 무실점을 기록했다. 첫 선발 등판 경기에서 6이닝 3실점으로 QS를 기록했다.

## 우리 히어로즈시절
현대 유니콘스 해체 후 2008년에 인계됐다.

## 상무 야구단시절
2009년에 입단하였다.

## 넥센 히어로즈시절
전역 후에도 기대에 못 미치는 모습을 보였다.

## kt 위즈시절
2014년에 20인 외 지명으로 이적하였다. 이적 후 안정된 피칭과 다양한 볼 배합으로 셋업맨이나 마무리를 맡았다. 그 동안 잘 잡히지 않던 제구가 다듬어졌고, 특히 140~155km/h를 넘나드는 강속구와 다양한 변화구들을 잘 구사했다. 2015년 4월 22일 SK전에서 5.1이닝을 던지며 팀의 첫 승이자 구원 승을 기록했다. 그 해 처음으로 KBO 리그 올스타전에 출전했다. 그러나 9월 9일 삼성전에서 무릎 부상을 당했고, 전방 인대 파열 진단을 받아 시즌 아웃됐다. 이듬해 2016년 6월 1일 롯데전부터 선발로 전환했다. 6월 14일 한화전에서 6이닝 5피안타, 2볼넷, 7탈삼진, 2실점으로 첫 선발 승을 거뒀다. 2017년 WBC 국가대표로 선발됐다.

## 롯데 자이언츠시절
2017년 4월 18일 당시 kt 위즈 소속이었던 그와 김건국, 롯데 자이언츠 소속이었던 오태곤, 배제성과 2:2 트레이드를 통해 이적하였다.

## 한화 이글스시절
2019년 11월 21일에 당시 롯데 자이언츠 소속이었던 그와 김현우, 한화 이글스 소속이었던 김주현, 지시완과 2:2 트레이드를 통해 이적했다. 주로 선발 투수로 기용됐으나 이후 마무리 투수로 활동했다. 2022년 시즌 후 FA 자격을 얻었고, 계약 기간 3년, 계약금 1억 5,000만원, 연봉 6억 3,000만원, 옵션 1억 5,000만원 등 총액 9억 3000만원에 잔류했다.

## 출신 학교
- 충남 태안초등학교
- 태안중학교
- 천안북일고등학교

## 배우자
- '허선영' (2017년 ~ 현재)

## 통산 기록
| 연도 | 팀명     | 평균자책점 | 경기 | 완투 | 완봉 | 승 | 패 | 세 | 홀 | 승률  | 타자 | 이닝 | 피안타 | 피홈런 | 볼넷 | 사구 | 탈삼진 | 실점 | 자책점 |
| ---- | -------- | ---------- | ---- | ---- | ---- | -- | -- | -- | -- | ----- | ---- | ---- | ------ | ------ | ---- | ---- | ------ | ---- | ------ |
| 2007 | 현대     | 10.50      | 3    | 0    | 0    | 0  | 0  | 0  | 0  | -     | 36   | 6    | 11     | 0      | 7    | 1    | 3      | 7    | 7      |
| 2008 | 우리     | 36.00      | 1    | 0    | 0    | 0  | 0  | 0  | 0  | -     | 7    | 1    | 3      | 2      | 1    | 0    | 1      | 4    | 4      |
| 2009 | 히어로즈 | 14.73      | 2    | 0    | 0    | 0  | 0  | 0  | 0  | -     | 27   | 3⅔   | 9      | 0      | 6    | 1    | 1      | 10   | 6      |
| 2011 | 넥센     | 7.11       | 4    | 0    | 0    | 0  | 0  | 0  | 0  | -     | 32   | 6⅓   | 8      | 0      | 4    | 0    | 6      | 5    | 5      |
| 2012 | 넥센     | 5.02       | 21   | 0    | 0    | 0  | 6  | 1  | 1  | 0.000 | 278  | 61   | 63     | 3      | 42   | 4    | 42     | 35   | 34     |
| 2013 | 넥센     | 14.29      | 2    | 0    | 0    | 0  | 0  | 0  | 0  | -     | 32   | 5⅔   | 7      | 1      | 7    | 0    | 7      | 9    | 9      |
| 2014 | 넥센     | 12.15      | 6    | 0    | 0    | 0  | 0  | 0  | 0  | -     | 32   | 6⅔   | 9      | 0      | 3    | 0    | 2      | 9    | 9      |
| 2015 | kt       | 3.98       | 47   | 0    | 0    | 7  | 5  | 12 | 0  | 0.583 | 308  | 74⅔  | 73     | 1      | 28   | 1    | 75     | 33   | 33     |
| 2016 | kt       | 6.33       | 40   | 0    | 0    | 3  | 12 | 6  | 3  | 0.200 | 365  | 75⅓  | 93     | 7      | 43   | 9    | 67     | 62   | 53     |
| 2017 | 롯데     | 4.38       | 53   | 0    | 0    | 4  | 4  | 0  | 10 | 0.500 | 228  | 51⅓  | 48     | 6      | 31   | 4    | 57     | 28   | 25     |
| 2018 | 롯데     | 4.66       | 32   | 0    | 0    | 1  | 0  | 0  | 2  | 1.000 | 174  | 36⅔  | 39     | 5      | 19   | 3    | 44     | 23   | 19     |
| 2019 | 롯데     | 4.95       | 27   | 0    | 0    | 6  | 13 | 0  | 0  | 0.316 | 570  | 125⅓ | 147    | 12     | 58   | 2    | 109    | 78   | 69     |
| 2020 | 한화     | 5.02       | 26   | 0    | 0    | 4  | 14 | 0  | 0  | 0.222 | 603  | 132⅔ | 139    | 15     | 74   | 8    | 115    | 81   | 74     |
| 2021 | 한화     | 7.04       | 19   | 1    | 0    | 0  | 11 | 0  | 1  | 0.000 | 342  | 69   | 87     | 4      | 48   | 6    | 47     | 62   | 54     |
| 2022 | 한화     | 4.38       | 64   | 0    | 0    | 0  | 5  | 14 | 9  | 0.000 | 280  | 63⅔  | 57     | 4      | 33   | 1    | 67     | 37   | 31     |
| 2023 | 한화     | 3.38       | 39   | 0    | 0    | 2  | 2  | 1  | 7  | 0.500 | 153  | 34⅔  | 32     | 1      | 21   | 40   | 24     | 13   | 13     |
| 2024 | 한화     | 5.13       | 30   | 0    | 0    | 2  | 2  | 0  | 2  | 0.500 | 156  | 33⅓  | 34     | 1      | 28   | 27   | 19     |      |        |
| 통산 | 17시즌   | 5.31       | 416  | 1    | 0    | 29 | 74 | 34 | 35 | 0.292 | 3623 | 787  | 825    | 64     | 447  | 44   | 695    | 523  | 464    |